# Rickerl – Musik is höchstens a Hobby
Rickerl – Musik is höchstens a Hobby ist eine Filmkomödie von Adrian Goiginger, die im Januar 2024 in die österreichischen und im Februar 2024 in die deutschen Kinos kam.

## Handlung
Als Hobby- und Beislmusiker lebt Erich „Rickerl“ Bohacek mit Anfang 30 in Wien der Gegenwart am Rande des Existenzminimums. So versucht er sich mit begrenztem Erfolg als Totengräber, Sexshop- und Würstelstandverkäufer, womit er in erster Linie die Einstellung der Zahlungen des Arbeitsmarktservice vermeiden möchte. Er hat einen 6-jährigen Sohn, Dominik, mit dem er jedes zweite Wochenende etwas unternimmt, während die Mutter, Viki, sich ein neues Leben mit dem reichen „Piefke“ Kurti im Nobelviertel Hietzing aufgebaut hat. Mit seinem eigenen Vater, einem notorischen Glückspielautomatenzocker, steht er auf Kriegsfuß. Einen gewissen Rückhalt findet er bei seinem Stammtisch, der seine Vorliebe für den Fußballverein Rapid Wien teilt. Viki scheint Erich nach wie vor gern zu haben, fühlt sich auch an Rickerls Stammtisch wohl, leidet aber an Rickerls Unzuverlässigkeit. Rickerl hofft mit seinen persönlichen, emotionalen Liedern Erfolg zu haben, steht sich dabei aber immer wieder selbst im Weg; so verfügt er noch nicht einmal über ein Smartphone, mit dem er seine Kompositionen aufnehmen oder mit seinem Agenten kommunizieren könnte. Seine Auftritte beflügeln seine Karriere nicht: So spielt er bei einer Hochzeit im Weinviertel, die jedoch in einer Schlägerei im Publikum abrupt endet. Als er in einer Musiksendung des ORF vorgestellt werden soll, macht er – wohl demotiviert durch ein Gespräch mit einem offenbar erfolgreicherem Musiker (dargestellt vom Nino aus Wien) – vor der Tür des Senders kehrt und verbringt lieber den Tag mit seinem Sohn beim Wildcampen in den Donauauen. Als ihm dort einfällt, dass er ja eigentlich an seiner momentanen Arbeitsstelle im Sexshop sein sollte, verlässt er mit seinem Sohn den Platz Hals über Kopf, nur um dann zu entdecken, dass er seine Gitarre liegengelassen hat. Er eilt zurück, doch die Gitarre ist verschwunden. Dafür hat er in der Hektik seinen Sohn verloren, der dann von der Polizei aufgelesen wird. Da erst merkt er, dass er gegenüber seinem Sohn auch Verantwortung übernehmen muss. Später findet er die Gitarre bei einem ihm bekannten Obdachlosen wieder und schenkt sie diesem kurzerhand, nimmt nur seine Liedtexte an sich, die er im Gitarrenkoffer aufbewahrt hatte. Zum Schluss gibt Dominik für ihn ein selbstkomponiertes Loblied auf seinen Papa zum Besten.
Rickerl und sein Bekanntenkreis sprechen starkes Wienerisch. Eine Version des Films ist auf Hochdeutsch untertitelt. Auch wird im Film unglaublich viel geraucht, nicht nur in den Kaffeehäusern und Bars, sondern auch auf dem Arbeitsamt. Im Abspann wird allerdings darauf hingewiesen, dass es kein Sponsoring für die Rauch- und Trinkszenen gab.

## Produktion

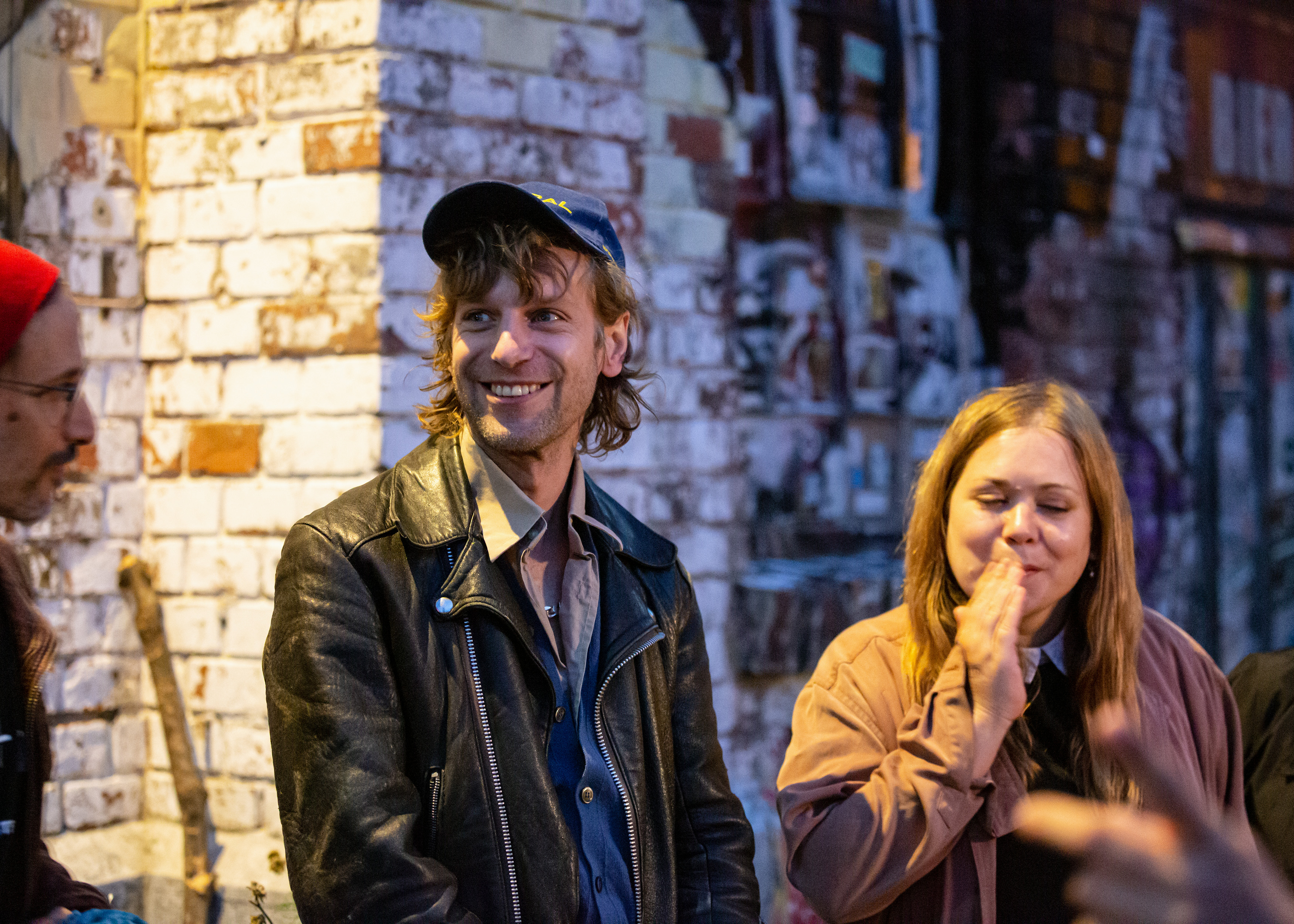
Der österreichische Liedermacher Voodoo Jürgens spielt in der Titelrolle Erich „Rickerl“ Bohacek.

Regie führte Adrian Goiginger, der auch das Drehbuch schrieb.
Für Voodoo Jürgens, der Erich „Rickerl“ Bohacek spielt, ist es seine erste Hauptrolle. Der österreichische Liedermacher steuerte auch Musik bei.
Die 30 Drehtage fanden von Anfang Oktober bis Mitte November 2022 in Wien statt.
Seine Premiere feierte der Film am 29. September 2023 beim Filmfest Hamburg. Ende Oktober 2023 wurde er bei der Viennale gezeigt. Ende November, Anfang Dezember 2023 wurde er beim Kinofest Lünen gezeigt. Er eröffnete das Filmfestival Max Ophüls Preis 2024.
Der Film startete am 19. Januar 2024 in den österreichischen Kinos; am 1. Februar folgte Deutschland. Ebenfalls im Februar 2024 wird er beim Santa Barbara International Film Festival gezeigt.

## Auszeichnungen
Festival Augenblick
- Auszeichnung mit dem Preis der Fachjury als Bester Film[13]

Diagonale 2024
- Auszeichnung mit dem Schauspieler-Preis (Voodoo Jürgens)
- Auszeichnung mit dem Preis Innovative Produktionsleistung

Günter-Rohrbach-Filmpreis 2024
- Auszeichnung[14]

Viennale 2023
- Auszeichnung mit dem ErsteBank-Filmpreis[15]

Österreichischer Filmpreis 2024
- Auszeichnung in der Kategorie Beste männliche Hauptrolle (Voodoo Jürgens)
- Auszeichnung in der Kategorie Beste Regie (Adrian Goiginger)
- Auszeichnung in der Kategorie Bestes Drehbuch (Adrian Goiginger)
- Auszeichnung in der Kategorie Bestes Casting (Angelika Kropej)
- Nominierung in der Kategorie Bester Spielfilm (Produktion Peter Wildling, Martin Pfeil, Adrian Goiginger, David Stöllinger, Gerrit Klein)
- Nominierung in der Kategorie Beste weibliche Nebenrolle (Agnes Hausmann)
- Nominierung in der Kategorie Beste männliche Nebenrolle (Ben Winkler)

## Rezeption
Peter Gutting vergab auf film-rezensionen.de acht von zehn Punkten. In seiner ersten Komödie verschmelze Goiginger das komische Fach mit Drama und Musikfilm auf eine ebenso elegante wie berührende Weise. In der Testkammer vergab Doreen Kaltenecker ebenfalls acht von zehn Punkten: „Der Spielfilm erzählt wahrhaftig, aber stets auch mit Humor, von einem Mann, der es nicht schafft, sein Leben in den Griff zu bekommen.“ Voodoo Jürgens liefere hier ein überzeugendes Kinodebüt, was auch daran liegen könne, dass er die Rolle jahrelang gemeinsam mit dem Regisseur entwickelt hat und dabei auch einige Begebenheiten seines wahren Lebens beigesteuert hat. Weniger begeistert ist der Kritiker des Falter: Der Plot sei „wie ein Wunsch-Making-of zu Jürgens’ Debütalbum Ansa Woar“, Rickerls kleiner Sohn verkörpere einen „Elternwunschtraum: Dein Kind will nix Gekauftes, nur Zeit mit dir in der Natur!“